# Арно Бенцлер
Арно Бенцлер (нім. Arno Benzler; 14 жовтня 1895, Обергаузен — ?) — німецький льотчик-ас, лейтенант Імперської армії.

## Біографія
Учасник Першої світової війни. З 14 лютого по 22 грудня 1917 року служив в 32-й винищувальній ескадрильї, пізніше був направлений в 45-ту винищувальну ескадрилью. З 7 березня 1918 року — командир 65-ї винищувальної ескадрильї. Вже 18 березня повернувся в 45-ту винищувальну ескадрилью, але за цей час встиг здобути дві перемоги. 27 травня переведений в 60-ту винищувальну ескадрилью, знову на командну посаду. Залишився посаді командира, попри поранення, отримане 5 жовтня 1918 року.
Всього за час бойових дій здобув 9 перемог.

## Нагороди
- Залізний хрест 2-го і 1-го класу
- Хрест «За заслуги у війні» (Мекленбург-Стреліц) 2-го і 1-го класу